# Campionati europei di ciclismo su strada 1995
I Campionati europei di ciclismo su strada 1995 si disputarono a Trutnov, in Repubblica Ceca, il 26 agosto 1995. Fu la prima edizione dei campionati europei di ciclismo su strada.

## Medagliere
| Pos.   | Nazione  | Oro | Argento | Bronzo | Totale |
| ------ | -------- | --- | ------- | ------ | ------ |
| 1      | Germania | 1   | 1       | 1      | 3      |
| 2      | Italia   | 1   | 0       | 1      | 2      |
| 3      | Lettonia | 0   | 1       | 0      | 1      |
| Totale | Totale   | 2   | 2       | 2      | 6      |

## Sommario degli eventi
| Eventi                 | Oro                        | Tempo | Argento                    | Tempo | Bronzo                   | Tempo |
| Uomini Under-23        |                            |       |                            |       |                          |       |
| Gara in linea dettagli | Mirko Celestino Italia     | ?     | Romāns Vainšteins Lettonia | ?     | Giuliano Figueras Italia | ?     |
| Donne Under-23         |                            |       |                            |       |                          |       |
| Gara in linea dettagli | Regina Schleicher Germania | ?     | Evi Gensheimer Germania    | ?     | Elena Unruh Germania     | ?     |